# Почти известни
„Почти известни“ (на английски: Almost Famous) е американски трагикомичен филм от 2000 г. на режисьора Камерън Кроу по негов собствен сценарий.

## Сюжет
15-годишният Уилям Милър е нает от списание „Ролинг Стоун“ да напише статия за изгряващата рок група Stillwater като ги придружи на тяхното турне.

## Актьорски състав
- Патрик Фюджит – Уилям Милър
- Били Крудъп – Ръсел Хамънд
- Кейт Хъдсън – Пени Лейн
- Франсис Макдорманд – Илейн Милър
- Джейсън Лий – Джеф Биб
- Зоуи Дешанел – Анита Милър
- Ана Пакуин – Полексия
- Файруза Балк – Сапфайър
- Бижу Филипс – Естрела Стар
- Ноа Тейлър – Дик Розуел
- Филип Сиймур Хофман – Лестър Бенгс
- Джей Барушел – Вик Мъноз
- Джими Фалън – Денис Хоуп
- Рейн Уилсън – Дейвид Фелтън
- Марк Козелек – Лари Фелоус

## Награди и номинации
| Категория                                                 | Номиниран(и)                         | Резултат                |
| Оскар (25 март 2001 г.)                                   | Оскар (25 март 2001 г.)              | Оскар (25 март 2001 г.) |
| --------------------------------------------------------- | ------------------------------------ | ----------------------- |
| Най-добър оригинален сценарий                             | Камерън Кроу                         | награда                 |
| Най-добър филмов монтаж                                   | Най-добър филмов монтаж              | номинация               |
| Най-добра поддържаща женска роля                          | Франсис Макдорманд                   | номинация               |
| Най-добра поддържаща женска роля                          | Кейт Хъдсън                          | номинация               |
| Награда на БАФТА (25 февруари 2001 г.)                    |                                      |                         |
| Най-добър звук                                            | Най-добър звук                       | награда                 |
| Най-добър оригинален сценарий                             | Камерън Кроу                         | награда                 |
| Най-добър филм                                            | Най-добър филм                       | номинация               |
| Най-добра филмова музика                                  | Нанси Уилсън                         | номинация               |
| Най-добра актриса в главна роля                           | Кейт Хъдсън                          | номинация               |
| Най-добра актриса в поддържаща роля                       | Франсис Макдорманд                   | номинация               |
| Златен глобус (21 януари 2001 г.)                         |                                      |                         |
| Най-добър филм – мюзикъл или комедия                      | Най-добър филм – мюзикъл или комедия | награда                 |
| Най-добра поддържаща актриса                              | Кейт Хъдсън                          | награда                 |
| Най-добър сценарий                                        | Камерън Кроу                         | номинация               |
| Най-добра поддържаща актриса                              | Франсис Макдорманд                   | номинация               |
| Сателит (14 януари 2001 г.)                               |                                      |                         |
| Най-добра актриса в поддържаща роля в мюзикъл или комедия | Кейт Хъдсън                          | награда                 |
| Най-добър филм – мюзикъл или комедия                      | Най-добър филм – мюзикъл или комедия | номинация               |
| Най-добър режисьор                                        | Камерън Кроу                         | номинация               |
| Най-добър оригинален сценарий                             | Камерън Кроу                         | номинация               |
| Най-добра актриса в поддържаща роля в мюзикъл или комедия | Франсис Макдорманд                   | номинация               |
| Най-добър актьор в поддържаща роля в мюзикъл или комедия  | Филип Сиймур Хофман                  | номинация               |
| Емпайър (5 февруари 2002 г.)                              |                                      |                         |
| Най-добър режисьор                                        | Камерън Кроу                         | номинация               |